# Teleiopsis latisacculus
Teleiopsis latisacculus is een vlinder uit de familie tastermotten (Gelechiidae). De wetenschappelijke naam is voor het eerst geldig gepubliceerd in 1988 door Pitkin.
De soort komt voor in Europa.